# Mrzlica denga
Mrzlica denga, znana tudi kot kostolomna mrzlica, pogovorno denga, je tropska bolezen, ki jo povzroča virus denge. Simptomi bolezni so med drugim vročina, glavobol, bolečine v mišicah in sklepih ter izpuščaj, podoben izpuščaju pri ošpicah. V majhnem številu primerov pride do smrtno nevarne hemoragične denge, s  krvavitvami,  nizko ravnjo krvnih ploščic in puščanjem krvne plazme, ali pa do sindroma šoka zaradi denge, ki povzroči nevarno nizek krvni tlak.
Dengo prenaša več vrst komarjev iz rodu Aedes, predvsem  A. aegypti. Virus ima štiri različne vrste; okužba z eno vrsto običajno povzroči vseživljenjsko imunost za to vrsto, vendar samo kratkoročno za druge. Okužba z drugo vrsto poveča nevarnost hudih zapletov.  Glede na to, da na trgu ni na voljo cepiv, se preventiva osredotoča na zmanjšanje habitatov in števila komarjev in na omejevanje izpostavljenosti pikom.
Zdravljenje akutne mrzlice denge je podporno, pri blagi ali zmerni bolezni z bodisi peroralno ali intravensko rehidracijo, pri hujših primerih pa z intravensko apliciranimi tekočinami in  transfuzijami. Pojavnost mrzlice denge se je od leta 1960 dramatično povečala na okoli 50–100 milijonov okužb letno. Zgodnji opisi bolezni izvirajo iz 1779, njen virusni vzrok in poti prenosa pa so pojasnili v začetku 20. stoletja. Denga je po drugi svetovni vojni postal svetovni problem, bolezen je endemična v več kot 110 državah. Poleg ukrepov proti komarjem potekajo raziskave na cepivu kot tudi na zdravilih, ki delujejo neposredno na virus.

## Znaki in simptomi
Za mrzlico denga je značilno, da je 80 % prizadetih brez simptomov ali pa kažejo le blage simptome, kot je vročina brez zapletov. Pri nekaterih pride do hude bolezni (5 %), v redkih primerih pa do smrtno nevarnega razvoja bolezni. Inkubacijska doba (čas med izpostavitvijo in nastopom simptomov) je 3–14 dni, najpogosteje pa 4–7 dni. Zato je za popotnike ob povratku z endemičnih območij malo verjetno, da bi imel dengo, če do vročine in drugih simptomov ne pride v času 14 dni po prihodu domov. Otroci imajo pogosto simptome, ki spominjajo na prehlad in gastroenteritis (bruhanje in driska) in imajo večje tveganje za resne zaplete, čeprav so začetni simptomi običajno blagi, vendar z visoko vročino.

### Klinični potek
Značilni simptomi denge so nenaden nastop povišane telesne temperature, glavobol (običajno za očmi), bolečine v mišicah in sklepih ter izpuščaji. Alternativno ime za dengo, »kostolomna mrzlica«, izvira iz spremljajočih bolečin v mišicah in sklepih. Okužba poteka v treh fazah: faza vročine, kritčna faza in faza okrevanja.
Vročinska faza se javlja z visoko vročino, lahko nad 40 °C, spremljajo pa jo splošne bolečine in glavobol, kar običajno traja 2–7 dni. Lahko tudi pride do bruhanja. Pri 50–80 % obolelih s simptomi pride prvi ali drugi dan do znakov na koži, kot je rdečina na koži, ali kasneje (4.–7. dan) izpuščaj, podoben kot pri  ošpicah. V tem stadiju se lahko pojavijo petehije (rdeče pikice na koži, ki ne izginejo pod pritiskom in do katerih pride zaradi pretrganih kapilar),, ravno tako lahko pride do blgega krvavenja iz  sluznic  v ustih in v nosu. Vročica je klasične dvofazne narave, poneha, potem pa se znova pojavi čez dan ali dva, pri čemer obstajajo velike razlike v pogostnosti tega vzorca.
Pri nekaterih ljudeh bolezen napreduje do kritične faze v trenutku, ko mrzlica mine, kar običajno traja dva dneva. V tej fazi lahko pride do občutnega kopičenja tekočine v  prsih sta trebušni votlini zaradi povečane prepustnosti kapilar in uhajanja tekočine iz njih. Posledici sta hipovolemija (zmanjšana prostornina krvi) in hipoperfuzija (zmanjšan dotok krvi v vitalne organe). V tej fazi lahko pride do disfunkcije organov in hude krvavitve, navadno iz prebavil. Sindrom šoka zaradi denge in krvavitev (hemoragična mrzlica denga) se pojavita pri manj kot 5 % vseh bolnikov, vendar pa so osebe, ki so že bili okužene z drugimi serotipi virusa denge (»sekundarna okužba«) izpostavljene večjemu tveganju. Ta kritična faza, četudi redka, se pojavlja pogosteje pri otrocih in mladih odraslih.
Sledi faza okrevanja, v kateri pride do resorpcije izgubljene tekočine v krvni obtok. To običajno traja dva do tri dni. Izboljšanje je pogosto presenetljivo, lahko ga spremlja hudo srbenje in počasen srčni utrip. Lahko se ponovno pojavi izpuščaj makulopapuloznega ali vaskulitičnega tipa, ki mu sledi luščenje kože. V tej fazi lahko pride do preobremenitve s tekočino (angl. "fluid overload"); če le-ta prizadene možgane in pride do možganskega edema, lahko povzroči zmanjšano stopnjo zavesti ali epileptične napade. Občutek utrujenosti lahko pri odraslih traja tedne dolgo.

### Pridružene težave
Denga lahko občasno vpliva na nekatere druge sisteme v telesu, bodisi samostojno ali skupaj s klasičnimi simptomi mrzlice denge. Zmanjšana raven zavesti se pojavlja pri 0,5–6 % hudih primerov, za kar je lahko vzrok okužba možganov z virusom ali posredno oslabitev vitalnih organov, kot na primer jeter (jetrna encefalopatija).
V zvezi z mrzlico denga so poročali o drugih nevroloških motnjah, kot sta recimo prečni (transverzalni) mielitis in Guillain-Barréjev sindrom. Miokarditis in akutna odpoved srca spadata med redke zaplete.

## Povzročitelj

### Virologija
Virus mrzlice denga (VMD, agl. DENV) je RNK-virus iz družine Flaviviridae, rodu flavivirus.<segment 0045> Drugi člani istega rodu so virus rumene mrzlice, virus zahodnega Nila ter virusi, ki povzročajo  encefalitis Saint Louis, japonski encefalitis, meningoencefalitis, bolezen kyasanurskega gozda  in omsko hemoragično mrzlico. Večinoma jih prenašajo členonožci (komarji ali klopi), zaradi česar jih tudi imenujejo  arbovirusi (angl. arthropod-borne virus – tj. virus, ki ga prenašajo členonožci).
Genom (dednina) virusa denge vsebuje približno 11.000 nukelotidnih baz, ki zapisujejo tri različne vrste beljakovinskih molekul (C, prM in E) za sestavo viriona in sedem drugih vrst beljakovinskih molekul (NS1, NS2a, NS2b, NS3, NS4A, NS4B, NS5), ki jih najdemo le v okuženih celicah gostiteljicah in ki so potrebne za podvojevanje virusa. Obstajajo štirje sevi virusa oziroma serotipi, in sicer VMD-1, VMD-2, VMD-3 in VMD-4. Razlike med serotipi temeljijo na njihovih antigenih.

### Prenos
Virus denge se prenaša predvsem s komarji iz rodu Aëdes, zlasti z egiptovskim tigrastim komarjem (Aëdes aegypti|A. aegypti). Ti komarji po navadi živijo med 35 ° južne in 35 ° severne zemljepisne širine, pod nadmorsko višino 1000 m. Navadno pikajo čez dan, zlasti zgodaj zjutraj in zvečer, vendar lahko pikajo in tako širijo okužbo v kateremkoli delu dneva skozi vse leto. Druge vrste Aëdes, ki prenašajo bolezen, so med drugim A. albopictus, A. polynesiensis in A. scutellaris. Ljudje so glavni gostitelj virusa, vendar pa kroži tudi med drugimi primati. Do okužbe lahko pride z enim samim pikom. Samica komarja, ki posrka kri osebe, okužene z vročico denga, med začetno dvo- do desetdnevno vročinsko fazo, se sama okuži z virusom, ki se naseli v celicah njene črevesne stene. V času približno 8–10 dni se virus razširi v druga tkiva, med drugim v slinavke, od koder se začne sproščati v komarjevo slino. Na komarja, ki ostane okužen vse življenje, virus zgleda nima škodljivih učinkov. Egiptovski tigrasti komar najraje odlaga svoja jajčeca v umetna vodna zajetja, najraje živi v neposredni bližini ljudi in raje se hrani na njih kot na drugih vretenčarjih.
Denga se lahko prenese tudi prek okuženih izdelkov iz krvi in presajenih organov. V državah, kot je Singapur, kjer je denga endemična, se ocenjuje tveganje okuženosti krvi na 1,6 do 6 na 10.000 transfuzij. Poročali so tudi o  vertikalnem prenosu (z matere na otroka) med nosečnostjo ali pri porodu o drugih načinih prenosa z osebe na osebo, gre pa za zelo neobičajne primere. Genetskae variacije virusov denge so specifične za določno regijo, kar kaže, da je razširjanje na nova področja razmeroma redko, kljub temu, da se denga v zadnjih desetletjih pojavlja v novih regijah.

### Dovzetnost
Huda bolezen je pogostejša pri dojenčkih in majhnih otrocih in za razliko od mnogih drugih okužb pogostejša pri otrocih, ki so razmeroma dobro hranjeni. Drugi dejavniki tveganja za hudo bolezen so poleg tega ženski spol, visok indeks telesne mase in visoko virusno breme. Celoten spekter bolezni lahko sicer povzroči vsak od serotipov, vendar predstavlja tudi serotip virusa dejavnik tveganja. Tako na primer serotipu 4 pripisujejo večjo nevrotropnost, serotipu 2 pa večjo verjetnost razvoja hemoragične oblike bolezni. Predvidevajo, da okužba z enim od serotipov povzroči vseživljenjsko imuniteto za ta tip, pred ostalimi tremi pa nudi le kratkotrajno zaščito. Tveganje za hudo bolezen se zaradi sekundarne infekcije poveča, če se oseba, ki je že bila prej izpostavljena serotipu VMD-1, okuži s serotipom VMD-2 ali VMD-3, ali če se oseba, že prej izpostavljena VMD-3, okuži kasneje še z VMD-2. Denga je lahko smrtno nevarna pri ljudeh s kronično boleznijo, kot sta sladkorna bolezen in astma.
Polimorfizmi (običajne različice) določenih genov so bili povezani s povečanim tveganjem za hude zaplete pri dengi. Gre na primer za gene za beljakovine, kot so TNF-α, manan vežoči lektin, CTLA4, TGF-β, DC-SIGN, PLCE1 in določene oblike humanih levkocitnih antigenov (HLA) genskih različic HLA-B. Kaže, da pogosta genetska okvara pri Afričanih, poznana kot pomanjkanje glukoza-6-fosfat-dehidrogenaza, povečuje tveganje. Polimorfizmi v genih za receptor za vitamin D in FcγR naj bi nudili zaščito pred hudo obliko bolezni ob sekundarni okužbi z dengo.

## Mehanizem
Po piku okuženega komarja virus zaide v človekovo kožo skupaj s komarjevo slino in se veže na bele krvničke ter vstopi vanje. Medtem ko okužene bele krvničke potujejo po vsem telesu, se virus v njih namnožuje. Bele krvničke se na virus odzovejo s proizvodnjo raznih signalnih beljakovin, kot so citokini in interferoni, ki so odgovorni za številne simptome, kot so vročina, gripi podobni simptomi in hude bolečine  V primeru hude okužbe se proizvodnja virusa v telesu močno poveča, kar lahko prizadene številne druge organe (na primer jetra in kostni mozeg). Tekočina v krvi zaradi endotelijske disfunkcije pronica skozi stene majhnih krvnih žil v telesne votline. Zaradi tega po krvnih žilah kroži manj krvi in krvni tlak pade tako nizko, da ne more več zagotoviti dovolj krvi za vitalne organe. Poleg tega disfunkcija kostnega mozga zaradi okužbe stromalnih celic povzroči upad števila krvnih ploščic (trombocitov), ki so potrebni za učinkovito strjevanje krvi, kar poveča tveganje za krvavitve, drugi glavni zaplet pri mrzlici denga.

### Replikacija virusa
Ko je enkrat v koži, se virus denge veže na Langerhansove celice (populacija dendritičnih celic v koži, ki prepoznava povzročitelje bolezni). Virus prek endocitoze vstopi v celice, tako da se virusne beljakovine vežejo na membranske beljakovine na Langerhansovih celicah, natančneje na lektin vrste C, imenovan DC-SIGN, receptor manoze in CLEC5A. DC-SIGN, nespecifičen receptor dendritičnih celic za tuje snovi, naj bi bil glavna vstopna točka. Dendritična celica se napoti do najbližje bezgavke. Medtem pride v mešičkih, ki se nahajajo na membranah endoplazemskega retikuluma, do prevajanja virusnega genoma in celični aparat za tvorjenje beljakovin začne ustvarjati nove virusne beljakovine, ki replicirajo virusno RNK in začenjajo oblikovati nove virusne delce. Nezreli virusni delci se prenesejo v Golgijev aparat, ki je tisti del celice, kjer nekatere izmed virusnih beljakovin dobijo potrebne verige sladkorja (nastanejo glikoproteini). Novi virusi, ki so sedaj zreli, se preselijo v brste na površini okužene celice in se sprostijo z eksocitozo in lahko nato vstopijo v druge bele krvne celice, npr. v monocite in makrofage.
Prvi odziv celic na okužbo je proizvodnja interferona, citokina, ki aktivira vrsto obrambnih mehanizmov prirojenega imunskega sistema pred virusno okužbo, s tem da poveča proizvodnjo velike skupine proteinov, ki jih posreduje signalna pot JAK-STAT. Nekateri serotipi virusa denge naj bi imeli mehanizme, ki ta proces upočasnjujejo. Interferon aktivira tudi pridobljeni imunski sistem, kar vodi do proizvodnje protivirusnih protiteles ter limfocitov T, ki neposredno napadajo vsako celico, ki je okužena z virusom. Nastajajo različna protitelesa; nekatera od njih se tesno vežejo na virusne proteine in jih usmerjajo v fagocitozo (specializirane celicah, imenovane fagociti, jih požrejo in uničijo), nekateri pa virus vežejo slabše in kot zgleda povzročijo, da zaidejo tako označeni virusi v predele fagocitov, kjer ne pride do uničenja, temveč do nadaljnjega razmnoževanja.

### Huda bolezen
Ni povsem jasno, zakaj sekundarna okužba z drugačnim sevom virusa denga lahko vodi do hemoragične mrzlice denga in do šok sindroma. Največ zagovornikov ima hipoteza je, da gre za od protiteles odvisno ojačenje (ADE - antibody-dependent enhancement). Natančen mehanizem ADE ni jasen. Lahko je posledica šibke vezave protiteles, ki ne nevtralizirajo, in transporta belih krvnih celic, ki so zaužile virus, v napačen oddelek za uničenje. Obstaja sum, da ADE ni edini mehanizem, ki vodi pri dengi do hudih zapletov, in različno usmerjene raziskave so ugotovile, da morajo pri tem igrati vlogo tudi celice T in topni dejavniki, kot so citokini in komplementarni sistem.
Za hudo obliko bolezni so značilni problemi zaradi prepustnosti kapilar (delež tekočin in beljakovin, ki jih kri običajno vsebuje, za katerega so propustne) in nerednega  strjevanja krvi.  Te spremembe so videti povezane s porušenim stanjem endoteljskega glikokaliksa, ki deluje kot  molekulski filter za sestavine krvi. Vzrok za puščajoče kapilare (in kritično fazo) je po mnenju odziv imunskega sistema. Drugi pomembni procesi so med drugim okužene celice, ki postanejo nekrotične— ki s tem vplivajo tako na strjevanje krvi kot na fibrinolizo (nasprotujoči si sistemi za strjevanje krvi in za razgradnjo krvnega strdka) — in nizko število trombocitov v krvi, kot eden od dejavnikov pri normalnem strjevanju krvi.

## Diagnoza
| Opozorilni znaki                      |
| Slabšajoče se bolečine v trebuhu      |
| Neprekinjeno bruhanje                 |
| Razširjena jetra                      |
| Krvavitev iz sluznic                  |
| Visok hematokrit z nizkimi trombociti |
| Pobitost ali nemir                    |
| Serozni izlivi                        |

Diagnozo mrzlice denga se običajno postavlja klinično na podlagi ugotovljenih simptomov in fizičnega pregleda; to velja zlasti na endemičnih področjih. Vendar pa je bolezen v začetku težko razlikovati od drugih okužb z virusom. Osnova za verjetno diagnozo je ugotovljena vročica in dva od naslednjih simptomov: slabost in bruhanje, izpuščaj, posplošene bolečine,  nizko število belih krvnih celic, pozitiven test z manšeto, pri osebi pa, ki živi v  endemičnem okolju, katerikoli od pomembnih znakov (glej tabelo). Opozorilni znaki se običajno pojavijo pred nastopom hude oblike denge. Pri testu z manšeto, ki je še posebno koristen v okoljih, kjer laboratorijske preiskave brez nadaljnjega niso dostopne, se uporablja  sfigmomanometer (tj. merilnik za krvni tlak na manšeto) pet minut dolgo pri tlaku med  diastoličnim in sistoličnim tlakom, nakar se prešteje vse sledi štetje vseh petehialne krvavitve; če gre za večje število, je diagnoza za dengo verjetnejša, prag je pri okoli 10 do 20 na 2,5 cm2 (1 palec2).
Diagnozo je treba vzeti v obzir pri vsakomur, ki dobi vročino v času dveh tednov po prihodu iz  tropskih ali  subtropskih področij.
Mrzlico denga je pri tem težko razločevati od bolezni čikenganja, podobne virusne okužbe s številnimi identičnimi simptomi in prisotnostjo v istih delih sveta kot denga. Pogosto so potrebne preiskave, da se izključi druge možnosti s podobnimi simptomi, kot so malarija, leptospiroza, virusna hemoragična mrzlica, tifus, meningokokno obolenje ošpice in gripa.
Z laboratorijskimi preiskavami se značilne spremembe najhitreje zazna kot nizko število belih krvnih celic, ki mu nato lahko sledi  nizko število trombocitiov in metabolična acidoza. Zmerno povišana raven aminotransferazalaminotransferaze ( AST in  ALT) v jetrih je pogosto povezano z nizkim številom trombocitov in belih krvnih celic. Pri hudi obliki bolezni ima uhajanje plazme za posledico  hemokoncentracijo (ki jo je zaznati kot povišan hematokrit) in kot hipoabuminemijo. Plevralni izliv ali ascites je mogoče ugotoviti s kliničnim pregledom, če gre za večji primer, dokaz tekočine z  ultrazvokom pa lahko pomaga pri zgodnjem odkritju šok sindroma zaradi denge.  Uporabnost ultrazvoka je omejena, saj v mnogih okoljih ni na razpolago. Šok sindrom pri dengi nastopi, če tlak utripa pade ≤ 20 mmHg, s spremljajočim propadom perifernega ožilja. Periferni vaskularni kolaps je pri otrocih mogoče ugotoviti na osnovi zapoznelega polnjenja kapilar, hitrega srčnega utripa ali hladnih okončin.

### Razvrstitev
Svetovna zdravstvena organizacija  je 2009 za mrzlico denga sprejela razvrstitev v dve skupini: nezapleteno in hudo. Ta razvrstitev nadomešča klasifikacijo WHO iz leta 1997, ki jo je bilo treba poenostaviti, saj so ugotovili, da je preveč restriktivna, četudi se starejša razvrstitev še vedno pogosto uporablja, med drugim še leta 2011 tudi v regionalnem uradu Svetovne zdravstvene organizacije za jugovzhodno Azijo. Kot huda oblika mrzlice denga se šteje bolezen, povezana s hudo krvavitvijo, hudo disfunkcijo organov ali resnim puščanjem plazme, vse ostale primere se šteje med nezapleteno skupino. Razvrstitev iz leta 1997 je denga delila v nediferencirano mrzlico, mrzlico denga in hemoragično mrzlico denga. Hemoragično mrzlico denga se je dodatno razvrščevalo v razrede I-IV. Pri razredu I gre za enostavne modrice ali pozitiven test z manšeto pri osebi, ki ima povišano telesno temperaturo, razred II pomeni prisotnost spontanih krvavitev v kožo in drugam, za razred III pa so značilni klinični znaki šoka in pri razredu IV je šok tako hud, da krvnega tlaka in utripa ni mogoče zaznati. Razreda III in IV se nazivata »šok sindrom denga«.

### Laboratorijski testi
Diagnozo za mrzlico denga se lahko potrdi z mikrobiološkim testom v laboratoriju. To je mogoče doseči z izolacijo virusa v  celični kulturi,  dokazom na nukleinsko kislino s pomočjo  PCR in dokazom za virusni antigen (kot na primer s testom NS1) ali specifično  serologijo na protitelesa). Izolacija virusa in detekcija nukleinske kisline sta natančnejša kot dokazovanje na osnovi antigena, vendar ti testi zaradi večjih stroškov niso splošno dostopni. Detekcija NS1 med vročinsko fazo primarne okužbe lahko znaša nad 90%, vendar pa je samo 60-80% v naslednjih okužbah. Vsi testi so lahko v zgodnjih fazah bolezni negativni. PCR in detekcija antigena na virus sta prvih sedem dni natančnejša. 2012 so predstavili test PCR, ki lahko deluje na opremi za diagnozo gripe; verjetno dostop do diagnoze na osnovi PCR lažji.
Z izjemo serologije imajo ti laboratorijski testi diagnostično vrednost samo v akutni fazi bolezni. Testi na denga virus specifična protitelesa, vrste IgG in IgM, so lahko koristni, če je treba v kasnejših stopnjah okužbe potrditi diagnozo. Tako IgG kot IgM se začne proizvajati po 5–7 dneh. Najvišje ravni (titra IgM se zazna po primarni okužbi, vendar pa se IgM proizvaja tudi ob ponovni infekciji. IgM 30-90 dni po primarni okužbi ni mogoče več zaznati, pri ponovni okužbi bolj zgodaj. Nasprotno je IgG mogoče ugotoviti še več kot 60 let, tako da je, v odsotnosti simptomov, koristen pokazatelj pretekle okužbe. Po primarni okužbi doseže IgG najvišjo raven v krvi po 14-21 dneh. V kasnejših ponovnih okužbah do najvišje ravni prihaja hitreje in titri so običajno višji. Tako IgG kot IgM zagotavljata zaščitno imunost na serotip virusa okužitelja. Laboratorijski test na protitelesa IgG in IgM lahko navzkrižno reagira z drugimi flavivirusi in lahko povzroči lažen pozitiven izid po nedavnih okužbah ali cepljenju z virusom rumene mrzlice ali japonskega encefalitisa. Detektirati samo IgG je brez diagnostičnega pomena, razen v primeru, da se vzorci krvi odvzamejo 14 dni narazen in se ugotovi več kot štirikratno povečanje ravni specifičnega IgG. Pri osebi s simptomi ima dokaz IgM diagnostičen pomen.

## Preprečevanje
Za virus denge ni odobrenih cepiv. Preventiva je tako odvisna od nadzora in zaščite pred piki komarjev prenositeljev. Svetovna zdravstvena organizacija priporoča celosten program nadzora nad prenašalci, ki ga sestavlja naslednjih pet elementov:
1. svetovanje, mobilizacija družbe in zakonodaja z namenom podpore organom javnega zdravja in skupnostim,
2. sodelovanje med zdravstvenim in drugimi  (javnimi in zasebnimi) sektorji
3. integriran pristop k nadzoru nad boleznijo, z optimizirano izrabo virov,
4. odločanje na temelju dokazov, s čimer se zagotovi, da so vsi ukrepi ustrezno usmerjeni in
5. krepitev kapacitet, da se zagotovi ustrezen odziv na kraju samem.[16]

Primaren ukrep za zatiranje A. aegypti je odstranjevanje njegovih habitatov. To se dosega tako, da se na prizadetih območjih praznijo vsebniki z vodo ali da jim dodajo insekticide ali sredstva za biološko kontrolo, razprševanje organofosfatnih ali piretroidnih insekticidov pa ne velja za učinkovito.Glede na pomisleke zaradi negativnega vpliva insekticidov na zdravje in zaradi večjih logističnih težav v zvezi z z nadzorom učinkovin je najprimernejša metoda nadzora spreminjanje okolja, tako da se zmanjša obseg odprtih voda. Ljudje lahko preprečijo pike komarjev z nošenjem oblačil, ki v celoti pokrivajo kožo, uporabo mrež proti komarjem  med spanjem in z nanašanjem odganjal oziroma sredstev proti mrčesu (DEET je najučinkovitejši).

## Zdravljenje
Proti dengi ni poznanih posebnih protivirusnih zdravil, pomembno pa je pri bolezni ohranjati tekočinsko ravnovesje. Zdravljenje je odvisno od simptomov, od peroralne rehidracijw na domu z natančnim spremljanjem, do hospitalizacije z dajanjem intravenskih tekočin in krvne transfuzije. Osnova za odločitev za napotitev v bolnišnico je običajno prisotnost »opozorilnih znakov«, navedenih v zgornji preglednici, posebno še pri osebah s predhodno prisotnimi zdravstvenimi težavami.
Intravenska hidracija je običajno potrebna le dan ali dva. Nadomeščanje tekočin se uravnava glede na izločanje seča (0,5–1 mL/kg/h), stabilnost vitalnih znakov in normalizacijo hematokrita. Gede na tveganje za krvavitve se je treba izogibati invazivnim medicinskim posegom, kot so nazogastrična intubacija, intramuskularno injiciranje in predrtje arterije. Paracetamol (acetaminofen) se uporablja proti vročini in slabemu počutju, nesteroidnim antirevmatikom, kot sta ibuprofen in aspirin, pa se je treba izogibati, saj lahko povečajo tveganje za krvavitev. Pri bolnikih z nestabilnimi vitalnimi znaki se zaradi grozečega nižanja hematokrita s transfuzijami začne zgodaj in se ne čaka, da koncentracija hemoglobina pade pod sicer določene vrednosti za uvedbo transfuzije. Priporočeno je nadomeščanje s koncentriranimi eritrociti ali celotno krvjo, dajanje trombocitov in sveže zamrznjene plazme pa običajno ni primerno.
Med fazo okrevanja se dajanje intravenske tekočine preneha, da ne pride do preobremenitve s tekočino oziroma hipervolemije. Če do preobremenitve tekočine pride, vitalni znaki pa so stabilni, je treba le prekiniti aplikacijo tekočin. Če je oseba zunaj kritičnega obdobja, se ji lahko da diuretik Henleyeve zanke, na primer furosemid, da pomaga odvesti odvečno tekočino iz krvnega obtoka.

## Epidemiologija
Večina obolelih za dengo ozdravi brez kakršnihkoli dolgoročnejših problemov. Brez zdravljenja je umrljivost je 1–5-odstotna, ob ustreznem zdravljenju pa manj kot 1-odstotna; pri hudi obliki bolezni znaša smrtnost 26 %. Denga je endemična v več kot 110 državah. Na leto se po vsem svetu okuži 50-390 milijonov ljudi, kar pomeni pol milijona hospitalizacij in približno 25.000 smrtnih primerov.
Denga je najpogostejša med virusnimi boleznimi, ki jo prenašajo členonožci in njeno bolezensko breme je ocenjeno na 1600 invalidnosti prilagojenih let življenja na milijon prebivalcev, podobno kot velja za tuberkulozo, prav tako tropsko bolezen, ki prizadene otroke. Leta 1998 so jo uvrstili na drugo mesto za malarijo po pomembnosti med vsemi tropskimi boleznimi, hkrati pa jo Svetovna zdravstvena organizacija uvršča med sedemnajst zapostavljenih tropskih bolezni.
Pojavnost denge se je med letoma 1960 in 2010 30-kratno povečala. Verjeten vzrok za ta porast je kombinacija urbanizacije, rasti prebivalstva, povečanja mednarodnih potovanj in globalnega segrevanja. Zemljepisno je najbolj prisotna okoli ekvatorja, s tem da 2,5 milijarde ljudi živi na endemičnih območjih v Aziji in na Pacifiku. V Združenih državah Amerike znaša pojavnost denge med popotniki, ki se vrnejo z vročino iz endemičnih predelov sveta, 3–8 %, in po malariji predstavlja drugo najpogostejšo okužbo v tej skupini.
Kot večina arbovirusov se virus denge v naravi ohranja v ciklih, ki vključujejo prednostne vektorje, ki sesajo kri, in gostitelje vretenčarje. Virusi se ohranjajo v gozdovih Jugovzhodne Azije in Afrike s prenosom s samic komarja Aedes, drugih vrst kot A. aegypti, na njihove potomce in nižje primate. V mestih in velemestih se virus prenaša predvsem z vrsto A. aegypti. V podeželskih okoljih se virus prenaša na ljudi prek A. aegypti in drugih vrst Aedes, kot na primer  A. albopictus. Obe vrsti sta v drugi polovici 20. stoletja širili svoja območja. Okuženi primati in ljudje so povečevali število krožečih virusov denge s t. i. procesom pomnoževanja. Do okužb prihaja najpogosteje v urbanem okolju. V zadnjih desetletjih se je zaradi širjenja vasi, naselij in mest na endemična območja ter zaradi večje mobilnosti ljudi število epidemij in krožečih virusov povečalo. Mrzlica denga je bila nekoč omejena na Jugovzhodno Azijo, razširila pa se je na južno Kitajsko, države v Tihem oceanu in na Ameriko, in lahko pomeni grožnjo za Evropo. V Sloveniji so poročali o posameznih primerih denge pri popotnikih, ki so se vrnili iz endemičnih območij.

## Zgodovina
Prvi zapis o verjetnem primeru denge je najti v kitajski medicinski enciklopediji dinastije Jin (265–420 pr. n. št.), kjer omenjajo »vodni strup«, povezan z letečimi žuželkami. Glavni prenašalec, A. aegypti, se je razširil iz Afrike med 15. in 19. stoletjem, deloma zaradi povečane globalizacije, dodatno pa še zaradi  trgovine s sužnji. Obstajajo opisi epidemij v 17. stoletju, vendar so med zgodovinskimi zapisi najbolj verodostojna poročila iz let 1779 in 1780, ko je epidemija denge zajela celotno Azijo, Afriko in Severno Ameriko. Od takrat do leta 1940 je do epidemij prihajalo redko.
Leta 1906 so potrdili, da dengo prenašajo komarji Aedes, leta 1907 pa so dokazali, da dengo – kot drugo bolezen, poleg rumene mrzlice – povzroča virus. Nadaljnje preiskave, ki sta jih opravila John Burton Cleland in Joseph Franklin Siler, so zaokrožile temeljno razumevanje poti, kako se denga prenaša.
Izrazito širjenje denge med  drugo svetovno vojno in po njej pripisujejo ekološkemu razdoru. Isti trendi so tudi pripeljali do širjenja različnih serotipov bolezni na nova področja in do nastanka hemoragične mrzlice denga. O tej hudi obliki bolezni so prvič poročali na Filipinih leta 1953; bolezen je v sedemdesetih letih postala glavni vzrok umrljivosti otrok in se je razširila na območje Tihega ocena in v obe Ameriki. Hemoragično mrzlico denga in sindrom šoka zaradi denge so prvič opazili v Srednji in Južni Ameriki leta 1981, kot je VMD-2 okužil ljudi, ki so bili nekaj let prej okuženi z VMD-1.

### Izrazoslovje
Izvor izraza »denga« ni jasen, po eni razlagi naj bi ime izviralo iz  svahilskega izraza Ka-Dinga pepo, ki opisuje bolezni, ki jih povzroča hudoben duh. Svahilska beseda dinga morebiti izvira iz španske besede dengue, to je  muhast, pedanten, kar naj bi opisovalo hojo obolelega, ki ga zaradi mrzlice denga bolijo kosti. Možno pa je, da se je španski izraz začel uporabljati zaradi podobno zveneče besede v svahilščini. Za sužnje v Zahodni Indiji, ki so se nalezli denge, so pravili, da imajo gizdalinsko držo in hojo dendija, tako da so bolezen poznali kot »mrzlico gizdalinov« (dandy fever).
Izraz »kostolomna mrzlica« je prvi uporabil zdravnik in eden od  ustanovnih očetov ZDA Benjamin Rush, in sicer v poročilu iz leta 1780 o epidemiji leta 1789 v  Filadelfiji. V naslovu poročila je uporabil bolj formalen izraz »žolčna popuščajoča mrzlica«. Izraz mrzlica denga se je začel splošno uporabljati šele po letu 1828. Drugi zgodovinski izrazi so med drugim »Breakheart vročica« in »la dengue«. Za hudo obliko bolezni, hemoragično mrzlico denga, se uporabljajo tudi izrazi, kot so »nalezljiva trombocitopenična purpura« in »filipinska«, »tajska« ali »singapurska hemoragična mrzlica«.

## Raziskave
Cilji raziskav za preprečevanje in zdravljenje denge vključujejo tudi različne načine nadzora nad prenašalcem, razvoj cepiva in protivirusna zdravila.
Kar zadeva nadzor nad prenašalcem, se je za zmanjšanje števila komarjev uporabilo številne nove metod, tudi z nekaj uspeha, med njimi je omeniti naseljevanje gupijev ( Poecilia reticulata) ali členonožcev, to je živali, ki se hranijo z ličinkami komarja, v stoječe vode. Potekajo poskusi, v katerih populacijo komarjev okužijo z bakterijami rodu  Wolbachia, zaradi česar postanejo komarji delno odporni proti virusu denga. Obstajajo tudi poskusi z gensko spremenjenimi moškimi komarji  A. aegypti, katerih potomci, po sprostitvi v okolje in parjenju s samicami niso sposobni leteli.
Trenutno potekajo programi za razvoj cepiva za denga, ki naj bi pokrivali vse štiri serotipe. Ena izmed bojazni pri tem je, da bi cepivo lahko povečalo tveganje za težko obliko bolezni zaradi ADE (od protiteles odvisno povečanje). Idealno cepivo je varno, učinkovito po eni ali dveh injekcijah, zajema vse serotipe, ne prispeva k ADE, enostavno ga je prevažati in skladiščiti, in je tako cenovno kot tudi stroškovno učinkovito. V letu 2012 so bila številna cepiva v postopku testiranja. Najbolj razvito od cepiv temelji na oslabljeni kombinaciji virusa rumene mrzlice in vsakega od štirih serotipov denga. Upati je, da bodo prvi izdelki so na voljo na tržišču leta 2015.
Poleg prizadevanj za omejitev širjenja komarja Aedes in razvojnih raziskav za cepivo proti dengi, tečejo tudi projekti za protivirusno zdravilo, ki bi se uporabljalo pri napadih mrzlice denga in ki bi lahko preprečevalo resne zaplete. Odkritje strukture virusnih proteinov bo lahko pomagalo razviti učinkovita zdravila. Obstaja več smiselnih tarč. Prvi cilj je zaviranje virusne  RNApolimeraze (kodira jo NS5), ki kopira genski material virusa, z  analogi nukleozidov. Drugi cilj ali tarča raziskav so  inhibitorji virusne  proteaze (kodira jo NS3), ki bi  spajala virusove proteine. Kot zadnji cilj so  vstopni inhibitorji, ki bi virusom preprečili, da pridejo v celico, ali pa inhibitorji procesa, ki  pokriva 5′ in ki je potreben za razmnoževanje virusa.